# Гематрия
| Значения букв в гематрии |          |
| Буква                    | Значение |
| א                        | 1        |
| ב                        | 2        |
| ג                        | 3        |
| ד                        | 4        |
| ה                        | 5        |
| ו                        | 6        |
| ז                        | 7        |
| ח                        | 8        |
| ט                        | 9        |
| י                        | 10       |
| כ                        | 20       |
| ל                        | 30       |
| מ                        | 40       |
| נ                        | 50       |
| ס                        | 60       |
| ע                        | 70       |
| פ                        | 80       |
| צ                        | 90       |
| ק                        | 100      |
| ר                        | 200      |
| ש                        | 300      |
| ת                        | 400      |
| ת"ק или ך                | 500      |
| ת"ר или ם                | 600      |
| ת"ש или ן                | 700      |
| ת"ת или ף                | 800      |
| תת"ק или ץ               | 900      |
| תת"ר или א'              | 1000     |

Гема́трия (ивр. גימטריה‎) в иудейской традиции — один из методов (наряду с нотариконом и темурой) анализа смысла слов и фраз на основе числовых значений входящих в них букв. «Гематрией слова» называется сумма числовых значений входящих в него букв.
У слов с одинаковой гематрией предполагается символическая (скрытая) смысловая связь. Например, одинаковую гематрию (358) имеют слова: נחש («змей»), משׁיח («мессия»), קורבן («жертва») и מחודש («обновлённый, восстановленный»). Особо широко метод гематрии применяется в каббале для текстов на иврите и арамите.
В раввинистической литературе термин «гематрия» встречается со II века н. э. В галахе гематрия применяется редко, и только как мнемонический приём и намёк. Гематрия, как способ толкования отдельных слов или даже фраз занимает важное место в агаде и особенно в поздних аггадических мидрашах. Особенно интенсивно метод применения гематрии развивался среди ашкеназских мистиков XII—XIII веков.
Аналогичные системы: абджадия в арабском языке, акшара-санкхья в деванагари, изопсефия в языках с греческим и кириллическим письмом.